# Дзета Волопаса
Дзета Волопаса (лат. ζ Boötis), 30 Волопаса (лат. 30 Boötis) — тройная звезда в созвездии Волопаса на расстоянии (вычисленном из значения параллакса) приблизительно 176 световых лет (около 53,9 парсеков) от Солнца. Возраст звезды определён как около 320 млн лет.

## Характеристики
Первый компонент (HD 129247) — белая звезда спектрального класса A3IVn, или A2III, или A0. Видимая звёздная величина звезды — +4,4m. Светимость — около 67,77 солнечных. Эффективная температура — около 8275 K.
Второй компонент (HD 129246) — белая звезда спектрального класса A3IVn, или A2III, или A0. Видимая звёздная величина звезды — +4,8m. Эффективная температура — около 8990 K. Орбитальный период — около 125 лет. Удалён на 0,3 угловой секунды (в среднем около 33 а.е.).
Третий компонент (GSC 00917-01268) — оранжевый гигант спектрального класса K. Видимая звёздная величина звезды — +10,9m. Масса — около 1,429 солнечной, радиус — около 11,52 солнечных, светимость — около 57,549 солнечных. Эффективная температура — около 4683 K. Удалён на 99,3 угловых секунды.

## Описание
Комбинация яркости и температуры ясно показывает, что звезды все ещё находятся на главной последовательности и водородное горение в центре звезд в самом разгаре. Находясь на среднем расстоянии 33 а.е., звезды вращаются друг вокруг друга по сильно вытянутой эллиптической орбите с периодом 123 года, то удаляясь друг от друга на 64 а.е. (то есть в полтора раза дальше, чем от Солнца до Плутона), то приближаясь на 1,4 а.е. (в полтора раза дальше, чем от Солнца до Земли). При таком большом эксцентриситете в системе вряд ли могут существовать планеты. Из законов Кеплера можно оценить массу звёзд в 2,3 солнечных.
Двойная звезда легко разрешима в телескоп во время наибольшего отдаления и почти не разрешима при наибольшем сближении, которое в прошлый раз было в 1897, а в следующий раз будет в 2021. На максимальном расстоянии звёзды будут в 2082.
Дзета Волопаса принадлежит к движущейся группе звёзд Большой Медведицы.